# Rogoznica (potok)
Rogóznica je levi pritok Drave. Izvira v grapi pod vasjo Žikarce v osrednjem delu Slovenskih goric in teče po široki dolini proti jugovzhodu skozi naselja Jiršovci, Janežovci in Placar. Severovzhodno od Ptuja se dolina odpre v ravnino Ptujskega polja, kmalu zatem pa se potok izliva v odvodni kanal pod levim nasipom Ptujskega jezera, ta pa nato v Dravo tik pod jezom pri Markovcih. Iz gričevja na obeh straneh doline se v Rogoznico stekajo številni majhni pritoki, nekoliko večja sta samo Potočnica z desne strani in levi pritok iz Rakove grabe.
Dolinsko dno ob Rogoznici je bilo nekoč zaradi majhnega strmca in ilovnatih prsti mokrotno in izpostavljeno poplavam, zato je bilo predvsem v travnikih in logih ter skoraj neposeljeno. Posamične domačije so bile odmaknjene na nekoliko višje obrobje doline, ob potoku in krajših mlinščicah je bilo več manjših kmečkih mlinov in žag, v zgornjem toku tudi ribniki (Miškovski ribniki). Na starem avstrijskem zemljevidu je nemško ime potoka zapisano kot Bach Rogocznicza in Ragaschnitza Bach. V našem jeziku se potok imenuje po vodni rastlini rogoz (Typha latifolia).
Zaradi obsežnih melioracij je današnja podoba potoka in doline močno spremenjena: namesto nekdanjih mokrotnih travnikov prevladujejo njive in intenzivni travniki, ki mestoma segajo prav do struge potoka. Ta je ostal v naravnem stanju le na nekaj krajših odsekih, ostala struga je regulirana, ponekod dobro obraščena z obvodnim grmovjem in drevjem, drugje brez kakršnega koli varovalnega rastja. Kmetijske površine so prepredene z osuševalnimi jarki in drenažnimi cevmi, zaradi česar se je povečal dotok mulja in različnih kemičnih snovi ter hkrati poslabšali življenjski pogoji v potoku. V spodnjem toku so strugo ob izgradnji Ptujskega jezera speljali povsem na novo, prej se je potok izlival neposredno v Dravo. Kljub regulaciji in melioracijam se je v spodnjem toku poplavna nevarnost povečala, saj so se s širjenjem Ptuja novogradnje razširile v poplavno ravnico in prav do struge Rogoznice, tako da je predvidena izgradnja dveh suhih protipoplavnih zadrževalnikov v spodnjem in srednjem delu doline. Ker ima potok zlasti poleti zelo malo vode in občasno tudi presahne, je v spodnjem toku močno onesnažen.
V nekdanjem glinokopu sta v ptujski mestni četrti Rogoznica dva ribnika v upravljanju ribiške družine Ptuj, namenjena športnemu ribolovu, manjši ribnik je tudi v Žikarcah.